# Nevil Story Maskelyne
Mervyn Herbert Nevil Story-Maskelyne (3 de setembro de 1823 — 20 de maio de 1911) foi um mineralogista, fotógrafo e político britânico.
Foi laureado com a medalha Wollaston de 1893, concedida pela Sociedade Geológica de Londres.

## Obras
- "A guide to the collection of minerals", 1862
- "Mineralogical notes", 1863
- "Index to the collection of minerals: with references to the table cases in which the species to which they belong are exhibited at the British Museum", 1866
- "Mineralogical notices", 1871
- "Crystallography" um tratado sobre a morfologia dos cristais, 1895